# Серкова, Марина Николаевна
Марина Николаевна Серко́ва (12 сентября 1961, Ленинград, РСФСР, СССР) — советская легкоатлетка, выступавшая в прыжках в высоту. Участница летних Олимпийских игр 1980 года.

## Биография
Марина Серкова родилась 12 сентября 1961 года в Ленинграде (сейчас Санкт-Петербург).
Тренировалась под началом Валентины Никифоровой. Выступала в легкоатлетических соревнованиях за Ленинград, позже за Москву. 
В 1979 году в 17-летнем возрасте на чемпионате СССР в помещении завоевала золотую медаль и установила рекорд страны — 1,93 метра. В 1981 году вновь выиграла золото чемпионата СССР в помещении.
В 1983 году завоевала бронзовую медаль на летней Спартакиаде народов СССР, в рамках которой разыгрывался чемпионат страны.
В 1980 году вошла в состав сборной СССР на летних Олимпийских играх в Москве. В квалификации прыжков в длину показала результат 1,80 метра, не сумев попасть в финал, куда проходили взявшие высоту 1,88, и в итоге поделила 16-17-е места.

## Личные рекорды
- Прыжки в высоту — 1,92 (12 июня 1980, Москва)[4]
- Прыжки в высоту (в помещении) — 1,93 (12 февраля 1979, Минск)[4]